# Separate Ways (Worlds Apart)
Separate Ways (Worlds Apart) è una canzone del gruppo musicale statunitense Journey, estratta come primo singolo dal loro album Frontiers nel gennaio 1983. La canzone raggiunse l'ottavo posto della Billboard Hot 100 e la prima posizione della Mainstream Rock Songs. Per accompagnare il singolo, la band realizzò il suo primo video elaborato per MTV; tuttavia il risultato fu considerato uno dei peggiori di sempre.

## Il brano
La canzone fu scritta e presentata dal vivo nel 1982 durante l'Escape Tour. Neal Schon ha affermato che il brano, come molti altri del gruppo, era influenzato da sonorità Motown mescolate con rhythm and blues.

## Video musicale
Separate Ways fu il primo singolo del gruppo per cui venne girato un videoclip coreografico; i precedenti video infatti erano semplici performance registrate e montate. Steve Perry era molto contrario a fare un video coreografico. "Diceva sempre: 'Siamo artisti, siamo performer, ma non siamo attori'", ha ribadito Jonathan Cain. "E non eravamo una band molto fotogenica."
Il video fu diretto da Tom Buckholtz e girato a New Orleans. Questo mostra la band che suona la canzone mentre una donna affascinante cammina lungo un molo, restando indifferente alla musica del gruppo. Il video è composto da una cinquantina di movimenti di macchina ed è stato interamente coreografato dalla sezione Art and Creative Services della Columbia Records.
Il video fu preso in giro per le scene in cui il gruppo mima di suonare strumenti invisibili. Inoltre fu pesantemente deriso in un episodio del cartone animato di MTV Beavis and Butt-head, dove i due protagonisti lo definiscono "orribile" e ironizzano sull'abbigliamento di Steve Perry e Neal Schon. Nel 1999 MTV lo inserì al tredicesimo posto tra i peggiori video mai realizzati.

## Nella cultura di massa
La canzone è presente nel film Disney Tron: Legacy (2010), seguito del cult del 1982 Tron, la cui colonna sonora comprendeva un altro brano del gruppo, Only Solutions, pubblicato come singolo e lato B di Separate Ways. Il brano è inoltre la suoneria del cellulare del protagonista interpretato da Jim Carrey nel film commedia Yes Man (2008). Il brano è presente anche in un episodio della prima stagione di The O.C.
Una versione remixata è stata prodotta per la quarta stagione di Stranger Things.

## Tracce
7" Single CBS 38-03513
1. Separate Ways (Worlds Apart) (Radio Edit) – 4:21
2. Frontiers – 4:03

12" Maxi CBS A13-3077
1. Separate Ways (Worlds Apart) – 5:24
2. Only Solutions – 5:38
3. Frontiers – 4:03

## Classifiche
| Classifica (1983-2022)        | Posizione massima |
| ----------------------------- | ----------------- |
| Canada                        | 11                |
| Regno Unito                   | 95                |
| Stati Uniti                   | 8                 |
| Stati Uniti (mainstream rock) | 1                 |